# Taeniophyllum pahangense
Taeniophyllum pahangense är en orkidéart som beskrevs av Cedric Errol Carr. Taeniophyllum pahangense ingår i släktet Taeniophyllum och familjen orkidéer. Inga underarter finns listade i Catalogue of Life.